# Romeo Antoniazzi
Romeo Antoniazzi (* 4. Mai 1862 in Cremona; † 7. Mai 1925 in Mailand) war ein italienischer Geigenbauer. Er war der Sohn des Geigenbauers Gaetano Antoniazzi und der Bruder des Geigenbauers Riccardo Antoniazzi. Zusammen mit seinem Bruder war Antoniazzi wesentlich dafür mitverantwortlich, dass sich das italienische Geigenbauerwissen von Cremona nach Mailand verlagerte.
Romeo Antoniazzi wurde wahrscheinlich von seinem älteren Bruder Riccardo als Geigenbauer ausgebildet. In der Geigenbauerkunst erreichte er nicht ganz das Niveau seines Bruders. Er zeigte eine gewisse Unstetigkeit in seinem Berufsleben. Er arbeitete abwechselnd für seinen Bruder, für Leandro Bisiach und für die Werkstatt Monzino und Söhne. Den Höhepunkt seiner Karriere erreichte er gegen Ende des 19. Jahrhunderts. Signierte Instrumente aus dieser Zeit sind jedoch selten, da er vorwiegend für andere Auftraggeber gearbeitet hat. Sein spätes Werk ist besonders variabel in Hinsicht auf die handwerkliche Kreativität und auch auf die Qualität der Instrumente. Gerade die Instrumente dieser Epoche wurden aber häufig kopiert. Insgesamt zeigen seine Instrumente spontane Qualität. Die Farbe des Lacks umfasst ein Farbspektrum von blassgelb-orange bis dunkelbraun.